# Jeanine Mason
Jeanine Mason (Miami, 14 gennaio 1991) è un'attrice e ballerina statunitense.
Nasce in una famiglia di artisti; la madre è una ballerina, figlia di esuli cubani, mentre il padre è un coreografo di origine veneta, nativo di Cittadella. Attiva dal 2009, è nota per il ruolo di Liz Ortecho nel serial Roswell, New Mexico. Numerose le comparse in svariati telefilm, tra cui due episodi di Hollywood Heights - Vita da popstar, nella parte di Natalie e sette episodi di A passo di danza, nel ruolo di Cozzette. Nel 2017 prende parte a due episodi di Daytime Divas, nel ruolo di Nick. Ha interpretato inoltre la parte della dottoressa Sam Bello in Grey's Anatomy.

## Filmografia parziale

### Cinema
- Default (Default), regia di Simón Brand (2014)
- Natale in città con Dolly Parton (Christmas on the Square), regia di Debbie Allen (2020)

### Televisione
- The Bling Ring (The Bling Ring), regia di Michael Lembeck – film TV (2011)
- CSI Las Vegas – serie TV, episodio 12x07 (2011)
- La vita segreta di una teenager americana (The Secret Life of the American Teenager) – serie TV, episodio 5x18 (2013)
- NCIS: Los Angeles – serie TV, episodio 6x08 (2014)
- Criminal Minds – serie TV, episodio 13x02 (2017)
- Grey's Anatomy – serie TV, 12 episodi (2017-2018)
- Roswell, New Mexico – serie TV, 52 episodi (2019-2022)
- Upload – serie TV, 5 episodi (2023)
- The Perfect Couple, regia di Susanne Bier – miniserie TV, puntate 5-6 (2024)

### Doppiatrice

#### Serie animate
- WondLa - serie animata, 7 episodi (2024)

## Doppiatrici italiane
Nelle versioni in italiano delle opere in cui ha recitato, Jeanine Mason è stata doppiata da:
- Letizia Ciampa in Criminal Minds, Roswell, New Mexico
- Joy Saltarelli in NCIS: Los Angeles
- Loretta Di Pisa in Grey's Anatomy
- Marta Filippi in The Perfect Couple